# Union patriotique des femmes belges
L'Union patriotique des femmes belges est une association féministe fondée par Jane Brigode et Louise van den Plas le 8 aout 1914 à Bruxelles,. 
Crée durant la première année de la Première Guerre mondiale, l'Union avait pour but de favoriser l'entraide entre les femmes ayant perdu leur travail à cause de l'Occupation et celles dont les maris étaient partis au front,. Cette association se voulait surtout caritative et ce davantage dans une optique patriotique,. Peu après, vers les années 1920, l'Union va s'engager politiquement dans la lutte pour le suffrage universel. En 1926, l'Union devient une ASBL.

## Contexte historique
À la toute fin du dix-neuvième siècle, le féminisme devient de plus en plus revendicatif, ayant auparavant une dimension plus éducative. Les premières associations réclamant une égalité politique mais surtout civile se font entendre. La toute première association féministe ordonnée est créé en 1892, il s'agit de la Ligue belge du droit des femmes. Elle est fondée par Marie Popelin et Louis Franck. Dans les années qui suivent d'autres associations naitront également que ce soit pour défendre la cause féministe en règle générale ou dans un but précis comme la lutte contre l’alcoolisme. Et avant la guerre plusieurs progrès sont constatés notamment en ce qui concerne le travail des femmes. Peu de temps avant le début de la guerre plusieurs associations se regroupent et fondent La Fédération belge pour le suffrage féminin sous l'impulsion de Louise Van Den Plas et Jane Brigode. Malgré une approche féministe grandissante et une tension liée au suffrage universel, les lois en vigueur à l’époque autorisent les femmes à ne toucher qu’un salaire minimal. Une certaine dichotomie des genres est maintenue dans les métiers et rôles des femmes.

## Naissance
En 1914, la Grande Guerre éclate et en aout, la Belgique est occupée par les troupes allemandes. Des hommes partent au front tandis que beaucoup de femmes aident à soigner les blessés ou restent chez elles à s'occuper de leurs enfants. Les ouvrières, quant à elles, perdent leur travail à cause de l'arrivée des Allemands. La famine et le manque de travail se font assez vite ressentir : le taux de chômage chez les femmes explose, et la crise touche tous les milieux sociaux. Ne pouvant pas compter sur leur mari ni même sur leurs emplois d'avant-guerre, les femmes doivent continuer à nourrir leur famille durant la guerre. Certaines n'ont d'autres choix que de se prostituer pour avoir un revenu malgré la connotation extrêmement péjorative à l'époque,,. En réaction à la guerre faisant rage, Jane Brigode et Louise van den Plas discutent le 3 aout 1914 de la création d'un projet permettant « de centraliser les bonnes volontés et de les utiliser pour la meilleure répartition des activités féminines ». Ce n'est que le 8 août que le projet est enfin accepté: elles créent alors l’Union Patriotique des Femmes Belges dans une optique d’entraides féminines,.

## Développement
L'Union Patriotique des femmes belges est fondée durant la Première Guerre mondiale en 1914 dans la ville de Bruxelles, rue de la Madeleine. Sympathisant féministe, Paul Otlet mis à disposition la Maison du Livre où s'installe assez rapidement l'Union. L’Union patriotique des femmes belges recrute plusieurs membres féministes dont la comtesse Jean de Mérode en tant que présidente d'honneur,, Marie Parent ou encore Marguerite Nyssens qui devient membre de plusieurs comités au sein de l'Union,. Plusieurs figures importantes telles que des comtesses et baronnes rejoignent les comités de collaboratrices et les comités consultatifs. Dès le lendemain de sa fondation, l'Union voit son programme être publié par le Bulletin de la permanence des associations intellectuelles. Elle se fait connaitre assez vite par la presse locale et son succès la prend de cours. De nombreuses femmes sans travail viennent demander un soutien et surtout de l'emploi. N'ayant pas les ressources nécessaires, l'Union essaie tant bien que mal de se faire financer grâce à des appels aux dons et « appels au public »,. Seulement ça n'est que lorsque l'Union s'associe au Comité national de secours et d'alimentation qui lui apporte des subsides et s'investit grandement dans l'œuvre, que son activité est véritablement lancée,. Tous deux décident de participer à la création d'emplois pour permettre aux femmes de subvenir aux besoins de leur famille et pour combattre le chômage causé par l'Occupation,. Des hommes sont également engagés en tant qu'ouvriers. Néanmoins, toutes les femmes ne sont pas concernées par les aides : les prostituées en sont exclues d'un point de vue moral.
L'Union patriotique des femmes belges devient une « œuvre d'assistance au travail » et organise en son sein plusieurs sections de travail : la section Aide et Protection aux dentellières, la section vêtements et la section des services domestiques. Naturellement, les services proposés concernent des catégories de métiers qui suivent le schéma de la dichotomie des genres. La section vêtements est la première à avoir vu le jour, les commandes passées sont nombreuses,. La production de tissus et vêtements tend a devenir une "industrie de guerre". Jusque là devenue presque inexistante, la demande dans le secteur de la dentelle augmente en 1915 car les États-Unis passe des commandes de dentelles assez conséquentes. Les ateliers de dentellières prennent beaucoup d'ampleur et de nombreuses dentellières reprennent leurs activités,. En 1915, l'Union créée une nouvelle section - l’Œuvre belge du jouet - spécialisée dans la vente de jouets pour les enfants,. Bien que le but premier soit de créer davantage d'emplois, le choix de l'industrie du jouet n'est pas dénué de sens car cela permet de concurrencer la production allemande. L'Union décide également d'organiser la Saint-Nicolas des enfants des dentellières. Cette même année, sous la direction de l'Union et du CNSA, Marie Parent publie le Fricot de la ménagère donnant de nombreux conseils aux ménagères leur permettant de réduire les frais en utilisant un nombre restreint de produits alimentaires. A son tour, Louise Van Den Plas promeut l'Union patriotique des femmes belges en publiant un article dans le journal La Femme belge en janvier 1915 à propos du rapport d'activités de 1914 de l'Union,,.

## Entre-Deux-Guerres et relation avec d'autres associations
À la fin de la guerre, les espoirs concernant le droit de vote des femmes sont grands. L'Union patriotique des femmes belges s’associe notamment avec la Fédération belge pour le suffrage des femmes et le Conseil national des femmes belges. La question du suffrage universel se pose de plus en plus grâce l’implication féminine durant l’occupation. La déception est grande à la suite du refus des socialistes et des libéraux d’élargir le droit de vote aux femmes par peur de voir le parti catholique gagner en puissance. En contrepartie les femmes reçoivent le droit de vote et d'éligibilité au niveau communal. L’Union tiendra plusieurs conférences dans les années 1920 portant sur l'éducation politique des femmes.
Le 25 janvier 1921 en compagnie de l'Union, du CNFB et de la Ligue belge du droit des femmes est fondé Le Parti général des femmes belges qui se centre sur des sujets liés à la cause féministe comme la prostitution, l’alcoolisme, la débauche et le péril vénérien. Le parti se présente sur des listes communales mais également législatives. Les listes sont refusées : c'est un échec.
Ne désespérant pas, l'Union patriotique publie, en 1922 sous la direction de Jane brigode et Louise Van Den Plas, un Avant-projet de loi relatif aux régimes matrimoniaux et élargissant la capacité civile de la femme mariée.
Une des dernières actions politiques de l'Union est sa collaboration en 1924 avec la Ligue national belge contre le péril vénérien dans la lutte contre .
En 1923 l'Union prend le contrôle du Lyceum club de Belgique fondé par Marie Popelin et Élise Soyer en 1908 et le réorganise. Ce club avait été créé pour permettre des échanges entre des femmes autour de domaines culturelles et également de rencontrer des personnalités féminines étrangères qui passaient par la Belgique.
L'Union patriotique des femmes belges obtient le statut d'association sans but lucratif en 1926. Dans le début des années 1930, elle devient de moins en moins active et est presque inexistante.